# IT-1

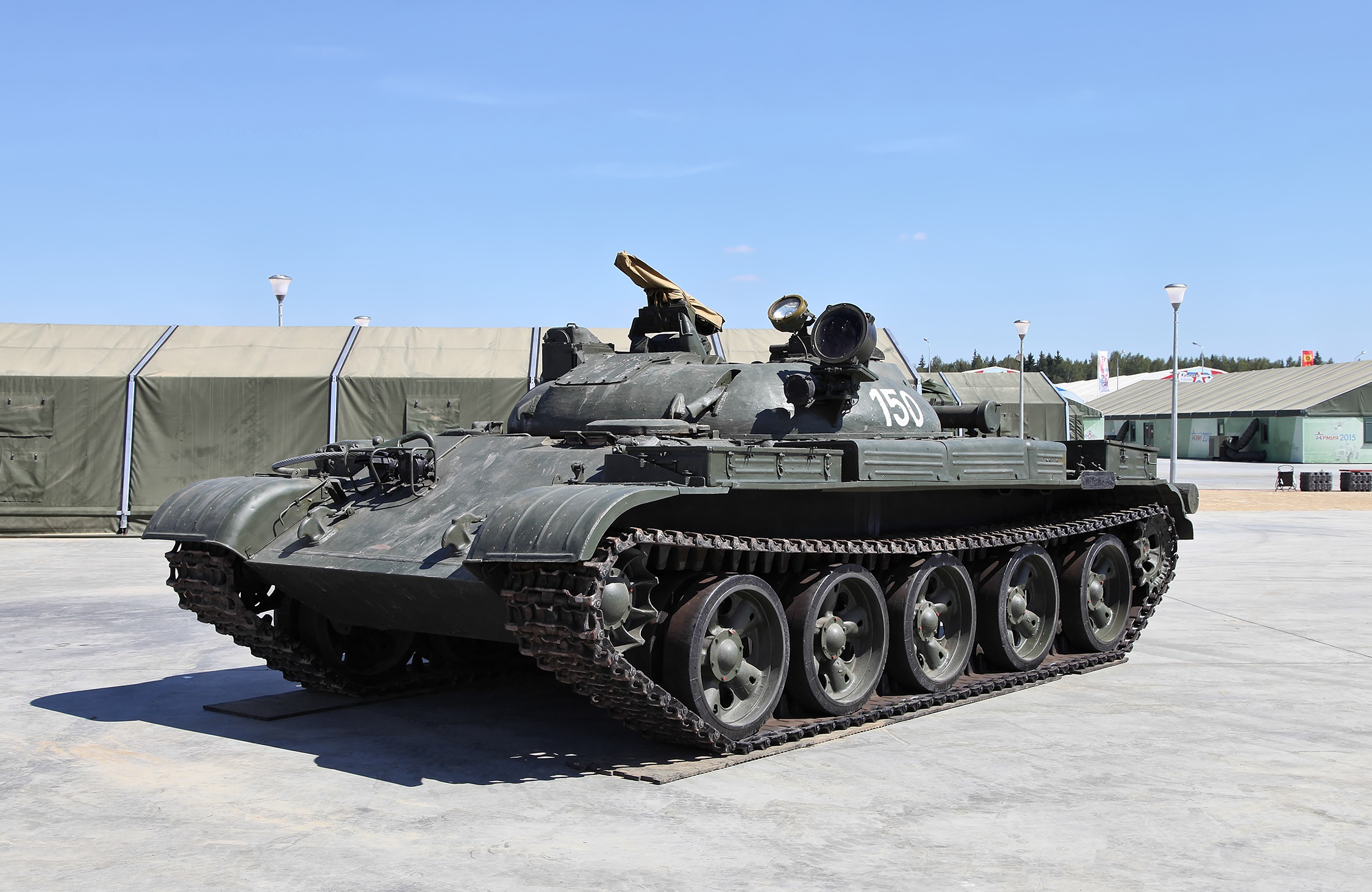

IT-1(러시아어: Истребитель танков–1)은 T-62의 차대를 기반으로 한 소련의 미사일 발사차량이었다. 이 전차는 팝업 발사대에서 특별히 설계된 3M7 드라콘 미사일을 발사했다. 1968년부터 1970년 사이에 제한 운용되었다. 미사일의 최소 사거리와 미사일 크기로 인해 제한된 휴행탄 갯수 때문에 발생한 전차 주변의 넓은 사각 지대는 러시아 군인들의 관심을 끊어놓기에 충분하였다. 또한 미사일에 필요한 520 kg에 달하는 유도장치도 비현실적인 문제가 있었다. 결국 상당수가 IT-1은 공병용 복구차량으로 개조되었다. 

## 역사
오비옉트 150(Object 150)은 1968년부터 생산에 들어가 1968년부터 1970년 사이에 220대가 생산되었다. 그 개발 및 생산 목적은 T-62 전차에 더 강한 화력을 추가하는 것이었다. IT-1 대전차자주포로 지정되어 벨라루스와 카르파티아 군구 소속 대대에 배속되었으며 전차 승무원이 탑승했다. IT-1의 파생형으로 터빈 엔진으로 구동하는 IT-1T이 있다. 현역 시절에는 인기가 없는 차량이었다. 적은 휴행탄 수는 전차 승무원들에게 차질을 일으켰고 미사일을 발사하는 순간 약 300-500 미터의 사각지대가 만들어졌다. IT-1은 또한 기존 자주포에 비해 사용 및 유지 관리가 복잡하여 포병 승무원들도 힘들어 했다. 반면 미사일 발사대는 장거리임에도 높은 조준 정확도로 긍정적인 평을 받았다. 하지만  전반적인 군사 상황에 맞지 않아 1972년 배치 후 날짜 미상인 시기에 전량 퇴역했다. 이후 치장 물자로 있던 IT-1 상당수가 복개차량으로 전환되었다.
미사일 전차 개념은 실패했지만 미사일 발사 체계를 소련 전차 부무장으로 통합하려는 시도는 계속 이루어졌으며, 그러한 시도 끝에 T-64가 개발되고 나서야 활강포에서도 미사일을 발사할 수 있게 되었다.